# Tom Hofland
Tom Hofland (Apeldoorn, 14 november 1990) is een Nederlandse schrijver en programmamaker.

## Biografie
Hofland werd geboren in Apeldoorn en was na het afronden van de Havo voornemens Geschiedenis te gaan studeren, het enige vak op school dat hij leuk vond. Omdat hij de ambitie had ooit scenarioschrijver te worden spoorde zijn vader hem aan toch verder te zoeken naar een passende studie. Zodoende studeerde hij van 2010 tot 2014 Writing For Performance aan de Hogeschool voor de Kunsten Utrecht waar hij les kreeg van onder andere Don Duyns en P.F. Thomése. 
Artikelen, korte verhalen en columns van zijn hand verschijnen o.a. in De Volkskrant, Volkskrant Magazine, De Revisor en op weblogs als Hard//hoofd en op de website van De Gids.  
21 maart 2017 verscheen zijn debuutroman Lyssa bij Uitgeverij Querido.  Zijn derde roman (De Menseneter, 2022) werd genomineerd voor de Inktaap en bekroond met de BNG Bank Literatuurprijs . Zijn tweede roman (Vele Vreemde Vormen, 2019) werd eerder al voor deze prijs genomineerd. In 2018 was Hofland kandidaat in het spelprogramma De Slimste Mens.  
In 2024 werd Hofland opgenomen in het boek 11 onder 35: de beste schrijvers, waarin Marja Pruis in haar optiek de 11 beste Nederlandstalige schrijvers onder de 35 verzamelde.

## Radio en podcasts
Sinds 2015 maakt Hofland programma's voor zowel radio als internet voor de VPRO. Daar maakte hij, vaak samen met Pascal van Hulst, verschillende webseries, radioprogramma's en podcasts zoals Babylon (2016), De Blankenberge Tapes (2019), en de jeugdserie Rocco, Sophia en de Zwarte Dood (2023).
Hofland was van 2018 tot 2020 als redacteur verbonden aan het VPRO nachtprogramma Nooit Meer Slapen.
Sinds 2021 maakt hij ook podcasts voor de NTR (wetenschapspodcast Atlas) en Podimo (Er is iets vreemds gebeurd).

### De Blankenberge Tapes
In 2019 verscheen de populaire misdaadpodcast De Blankenberge Tapes bij de VPRO, gemaakt door Hofland en Pascal van Hulst. Door het overtuigende acteerwerk en de manier van regisseren dachten veel luisteraars dat de fictieve serie waargebeurd was. Hofland reageerde op de ontstane commotie in een interview met het NRC Handelsblad. Hij hoopt dat luisteraars - in tijden van nep nieuws - kritischer gaan kijken naar waargebeurde verhalen. Bovendien wil hij dat luisteraars zich er van bewust zijn dat ook 'true-crime' geregisseerd wordt. 
In 2024 verscheen een Britse remake van de serie die zich volledig in Engeland afspeelt, genaamd The Margate Murders, met actrices Sheridan Smith en Joanne Froggatt in de hoofdrol. Deze remake werd eveneens geschreven en geregisseerd door Tom Hofland en Pascal van Hulst, met een extra schrijfcredit voor de Amerikaanse scenarist James Dobbyn.  
In december 2020 publiceerde de VPRO in samenwerking met NPO Radio 1, VRT en DeBuren een vijfdelige fictie podcast gemaakt door Hofland & van Hulst genaamd Phasmophobia. Een liefdesverhaal met horror-elementen in de stijl van De Blankenberge Tapes.

## Literaire stijl
Januari 2020 besprak schrijver en literair criticus Kees 't Hart de romans van Hofland in De Groene Amsterdammer. Daarin beweert hij dat Hofland "een debat voert met de bestaande literaire mores." Volgens 't Hart verzet Hofland zich tegen mooischrijverij. "(Hofland) wil geen ironie, geen huilerigheid, geen verborgen belangen, geen maatschappelijk steekspel. ‘Kinderlijk’, schreef ik ergens in de kantlijn en ik bedoelde dat niet als kritiek."
De beeldende, simpele toonstijl in Hoflands schrijven en de dromerige taferelen doen 't Hart besluiten dat Hofland onderdeel maakt van een nieuwe stroming: de "Nieuwe Dromerigheid."
Na het verschijnen van zijn derde roman De Menseneter vergelijkt Dries Muus van Het Parool zijn werk met dat van Hermans en Merijn de Boer: "De karakterschetsen en de beschrijvingen van hun binnenwerelden en hun fysieke gewaarwordingen, zijn al net zo komisch en trefzeker als de scherpe beschrijvingen van het decor. In zulke observaties heeft Hofland iets van Hermans. De zorgvuldig opgebouwde ontsporingen doen soms aan de romans van Merijn de Boer denken. Maar eigenlijk doe je met zulke vergelijkingen de originaliteit van De menseneter tekort. Zo’n combinatie van hilariteit en scherpzinnigheid is heel zeldzaam, zo’n boek kom je maar één keer tegen."
In De Volkskrant vergelijkt recensent Bo van Houwelingen Hoflands stijl met die van filmmaker Alex van Warmerdam: "(Hoflands werk) kenmerkt een mix van ironie, absurdisme en suspense. (...) Het geheel is grappig én spannend; een zeldzame combinatie. Ik moest vaak denken aan de films van Alex van Warmerdam, die zich immer afspelen op unheimische plekken met een hoog eind-van-de-wereldgehalte, strakke gazons, zoemende insecten en enge honden, waarin de tragische hoofdpersoon niet zelden te gronde wordt gericht door een vreemde kracht. En dat je daar dan tóch om moet lachen."

## Prijzen
- In 2011 belandde Hoflands gedicht Vogels in de top 20 beste gedichten van Nederland en Vlaanderen uit 2011, volgens de Turing Nationale Gedichtenwedstrijd.
- In 2017 won Hofland het C.C.S. Crone-stipendium voor beloftevolle Utrechtse schrijvers.
- In 2017 werd Hofland door de Volkskrant uitgeroepen tot hét literaire talent van 2018.
- In 2020 werd Hoflands roman Vele Vreemde Vormen genomineerd voor de BNG Bank Literatuurprijs.
- In 2022 werd zijn derde roman De Menseneter bekroond met de BNG Bank Literatuurprijs.
- In 2024 werd de Italiaanse vertaling van De Menseneter (Il Cannibale) bekroond met de City of Como international Literature Award. [14]